# Weird: Die Al Yankovic Story
Weird: Die Al Yankovic Story (Originaltitel: Weird: The Al Yankovic Story) ist eine Filmkomödie von Eric Appel, die im September 2022 beim Toronto International Film Festival ihre Premiere feierte und Anfang November 2022 in den USA in das Programm von The Roku Channel aufgenommen wurde. Es handelt sich dabei um eine stark fiktionalisierte Filmbiografie über den US-amerikanischen Musiker und Parodisten Weird Al Yankovic, der im Film von Daniel Radcliffe verkörpert wird und vor allem durch seine humorvollen Lieder, die die Pop-Kultur parodieren, bekannt wurde.

## Handlung
Alfred Matthew Yankovic, genannt Al, ist schon in jungen Jahren anders als die meisten Kinder. Er trägt am liebsten Hawaiihemden, hat einen Afro, interessiert sich für Polka und liebt es, bekannte Popsongs mit neuen, humoristischen Texten zu versehen. Von seinem Vater Nick wird Al bei seinem Traum, eines Tages ein berühmter Musiker zu werden, nicht unterstützt; er möchte stattdessen, dass sein Sohn eines Tages einem normalen Beruf in einer Fabrik nachgeht. Seine Mutter Mary ist Als Interessen gegenüber hingegen mehr aufgeschlossen und kauft ihrem Sohn zu seinem siebten Geburtstag ein Akkordeon, mit dem der Junge fortan im Geheimen übt.
Jahre später ist Al von zu Hause ausgezogen und lebt mit den Musikern Steve Jay, Jim „Kimo“ West und Jon „Bermuda“ Schwartz in einer Wohngemeinschaft. Vergeblich versucht er, als Akkordeonspieler in eine Band aufgenommen zu werden und so endlich seinen Durchbruch zu haben. Als er das Lied My Sharona der Rockband The Knack im Radio hört, kommt Al die Idee für die Parodie My Bologna, ein Lied über die Brühwurst Lyoner (englisch Bologna sausage). Der Song wird schon bald darauf im Radio gespielt und verschafft Al eine gewisse lokale Popularität. Die Musikproduzenten Ben und Tony Scotti halten von der humoristischen und in ihren Augen unoriginellen Musik zwar nicht viel, stellen Al aber einen Plattenvertrag in Aussicht, sollte er weitere Songs in sein Repertoire aufnehmen.
Bei einer Open-Mic-Veranstaltung wird der Radiomoderator Dr. Demento auf Al und seine Freunde aufmerksam. Er nimmt den jungen Musiker unter seine Fittiche und verpasst ihm zur besseren Vermarktung den Beinamen „Weird“. Mit Dr. Dementos Unterstützung veröffentlicht Weird Al im Anschluss mehrere Platin-Alben und wird zum international gefeierten Star; von ihm parodiert zu werden, erweist sich für viele Musiker nun nicht mehr nur als Ehre, sondern steigert ihre Verkaufszahlen auch um ein Vielfaches. Auch die Scotti-Brüder zeigen sich nun dazu bereit, das musikalische Schaffen von Weird Al zu unterstützen.
Trotz seiner Bekanntheit erhält Weird Al weiterhin kaum Anerkennung von seinem Vater und entscheidet sich daher dazu, zukünftig nur noch eigene Lieder zu veröffentlichen. Auch der selbstkomponierte Song Eat It wird daraufhin ein weltweiter Erfolg und zieht die Coverversion Beat It von Michael Jackson nach sich. Zeitgleich tritt Madonna in Weird Als Leben und beginnt eine Liebesbeziehung mit ihm. So möchte sie den gefeierten Musiker dazu bringen, ihren eigenen Song Like a Virgin zu parodieren, um ihre eigene Popularität noch weiter zu steigern. Weird Al lehnt das Angebot zunächst zwar ab, wird von Madonna aber zunehmend gegen Dr. Demento und seine Bandmitglieder aufgestachelt. Alkoholisiert baut er einen Verkehrsunfall, muss im Krankenhaus wiederbelebt werden und kommt so auf die Idee zur Parodie Like a Surgeon.
Madonna wird von Männern Pablo Escobars entführt und nach Kolumbien verschleppt. Der Drogenbaron erhofft sich dadurch ein Privatkonzert von Weird Al, von dem er ein großer Fan ist. Der Musiker selbst ist seiner großen Liebe nachgereist, tötet viele von Escobars Männern und bringt schließlich auch den Drogenbaron mit einer seiner Platinschallplatten um. Als Madonna ihm daraufhin den Vorschlag unterbreitet, beide könnten das Drogenkartell selbst übernehmen, erkennt Weird Al, dass er von der Musikerin nur für ihre eigenen Zwecke ausgenutzt wurde.
Der gebrochene Weird Al kehrt in die Vereinigten Staaten zurück und nimmt Arbeit in der Fabrik seines Vaters an. Er spricht sich mit seinen Eltern aus und erfährt dabei, warum er von Nick nie unterstützt wurde: Sein Vater war selbst in seiner Kindheit ein begeisterter Akkordeonspieler, wuchs allerdings in einer amischen Gemeinde auf und wurde zur Aufgabe seines Hobbys gezwungen. In den alten Unterlagen seines Vaters findet Weird Al auch eine Idee für die Gangsta’s-Paradise-Parodie Amish Paradise, mit der er zahlreiche Musikpreise gewinnen kann. Auf einer Preisverleihung im Jahr 1985 wird Weird Al auf der Bühne von einem Gefolgsmann Madonnas jedoch erschossen.
Als Madonna am Grab von Weird Al eine Rose niederlegen will, erhebt sich eine lebendige Hand aus der Erde.

## Biografisches

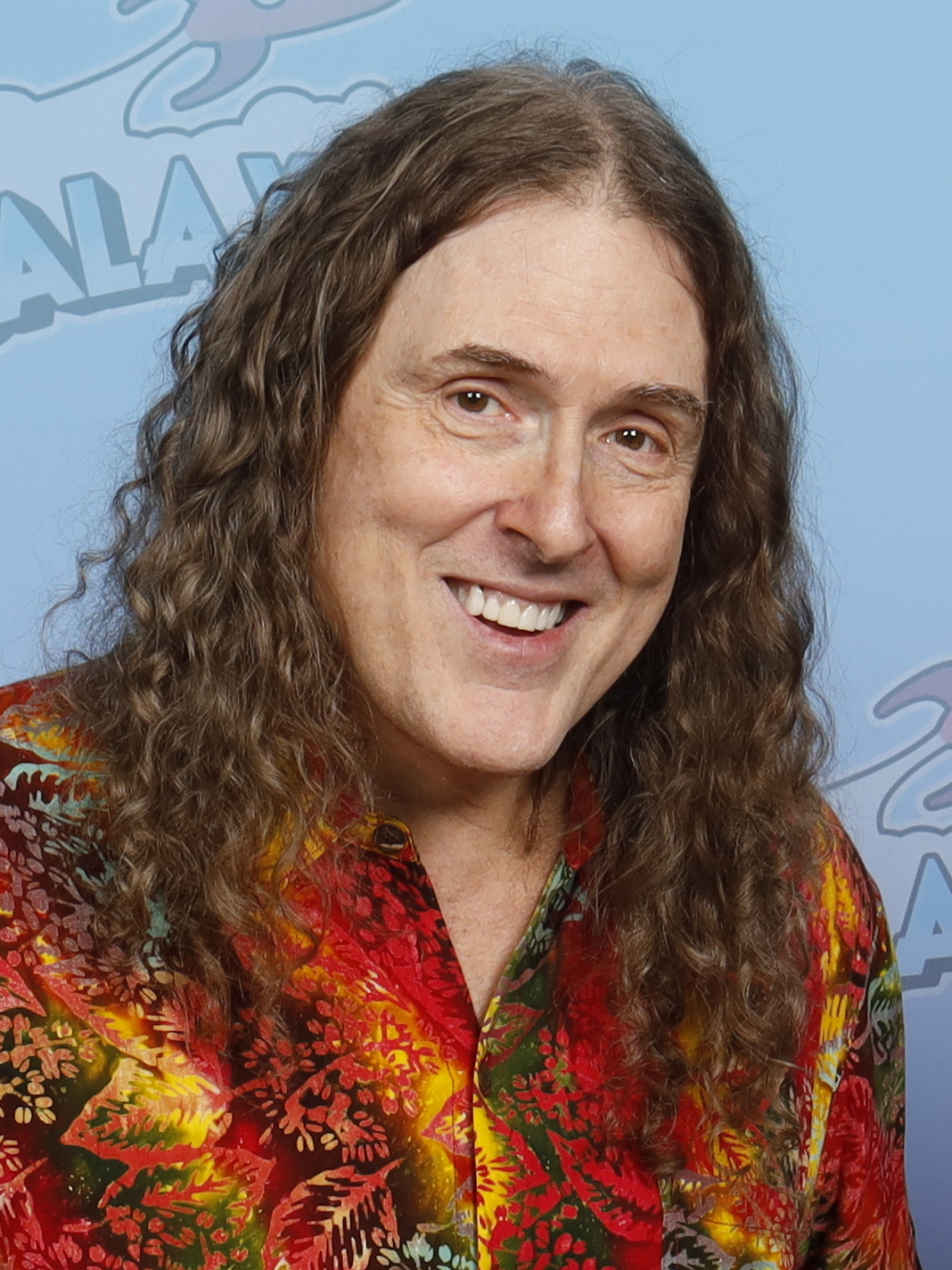
Der im Film porträtierte Weird Al Yankovic

Weird Al Yankovic ist ein US-amerikanischer Musiker und Parodist, der vor allem durch seine humorvollen Lieder, die die Pop-Kultur parodieren, bekannt wurde. Bereits vor seinem siebten Geburtstag begann er Akkordeon zu spielen. Nachdem er Dr. Dementos Sendung im Radio gehört hatte, schickte Yankovic 1976 dem „Doctor“ eine Kassette mit einem Stück namens Belvedere Cruising. Die Kassette war der Anfang seiner späteren Karriere.
Obwohl er vor allem für seine Parodien populärer Songs bekannt ist, hat Yankovic eine große Anzahl eigener humorvoller Lieder verfasst, beispielsweise You Don’t Love Me Anymore, Albuquerque, Why Does This Always Happen to Me? oder Hardware Store. Im Film wird behauptet, bei Eat It handele es sich nicht um eine Parodie auf Michael Jacksons Beat It, sondern ein Originalsong von Yankovic. Auch die Reihenfolge seiner Songs ist im Film nicht starr chronologisch. Ebenso nimmt sich der Film Freiheiten bei der Darstellungen der Personen, die in Yankovics Leben und Karriere wichtig waren.

## Produktion

### Filmstab, Besetzung und Dreharbeiten

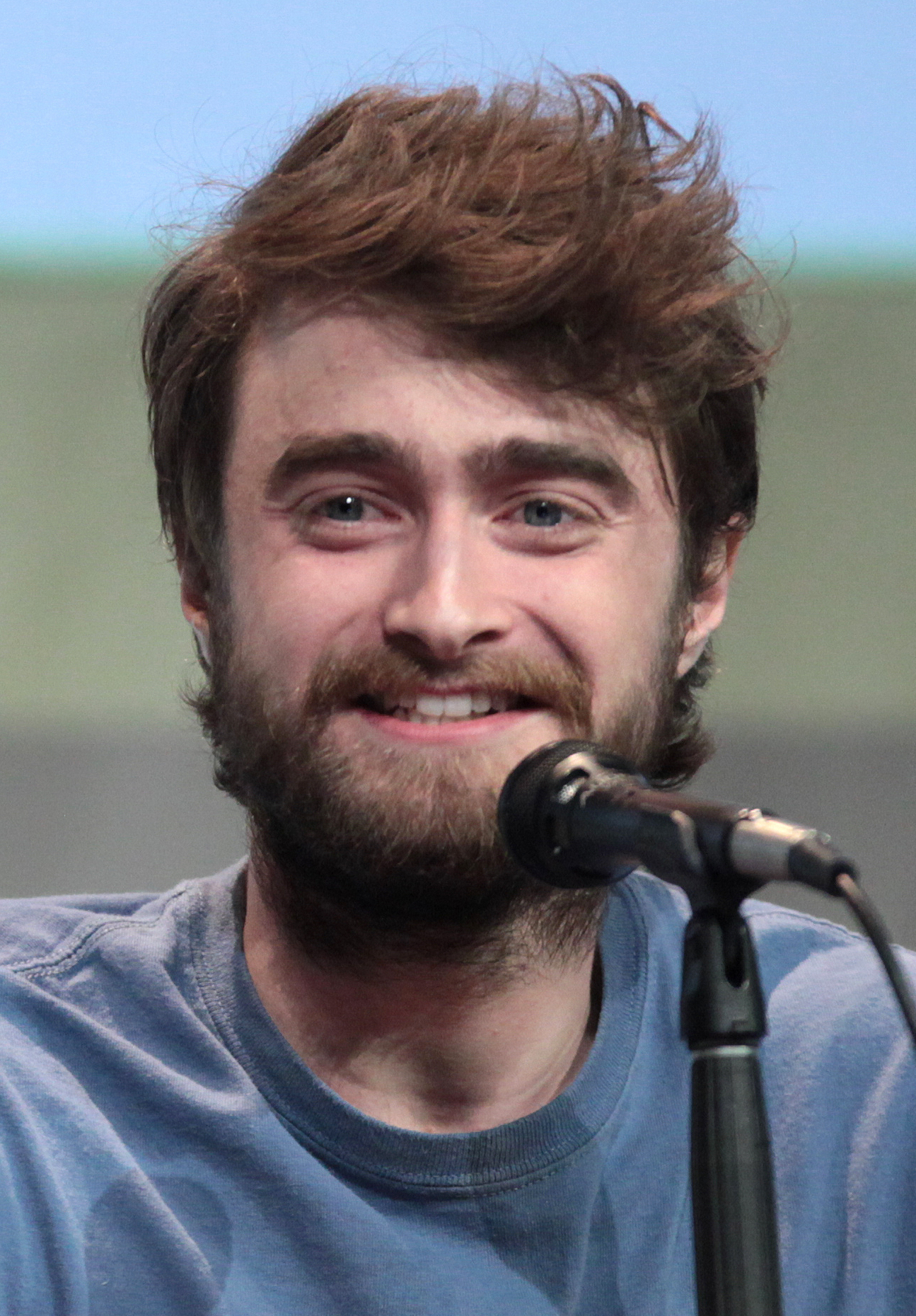
Der Musiker wird im Film von Daniel Radcliffe gespielt

Regie führte Eric Appel, der gemeinsam mit Yankovic auch das Drehbuch schrieb. Es handelt sich für Appel um dessen Debütkinofilm. Überwiegend arbeitete er zuvor für Fernsehserien und realisierte einige Kurzfilme.
Yankovic wird in der Hauptrolle von dem britischen Schauspieler Daniel Radcliffe verkörpert. Julianne Nicholson und Toby Huss spielen seine Eltern Mary und Nick Yankovic. Evan Rachel Wood ist in der Rolle der Pop-Ikone Madonna zu sehen. Rainn Wilson spielt den Radiomoderator Dr. Demento, Yankovics Mentor. Arturo Castro ist in der Rolle des kolumbianischen Drogenbarons Pablo Escobar zu sehen. Jack Black spielt Wolfman Jack. Yankovic selbst spielt den Musikproduzenten Tony Scotti.
In Cameoauftritten sind unter anderem Lin-Manuel Miranda, Quinta Brunson als Oprah Winfrey, Conan O’Brien als Andy Warhol, Jorma Taccone als Pee-wee Herman, Akiva Schaffer als Alice Cooper, Demetri Martin als Tiny Tim, Nina West als Divine, Paul F. Tompkins als Gallagher, David Dastmalchian als John Deacon, Emo Philips als Salvador Dalí, Trenyce als Diana Ross, Patton Oswalt, Michael McKean, Josh Groban, Seth Green (Stimme) sowie Yankovics Frau Suzanne Yankovic als Sylvie Vartan zu sehen.
Die Dreharbeiten zu Weird: The Al Yankovic Story wurden am 10. Februar 2022 begonnen und am 8. März beendet. Als Kameramann fungierte Ross Riege, der zuvor für Filme wie Kings of Summer von Jordan Vogt-Roberts und Youth in Oregon von Joel David Moore tätig war.

### Filmmusik und Soundtrack
Die Filmmusik komponierten Leo Birenberg und Zach Robinson. Das Soundtrack-Album mit insgesamt 46 Musikstücken, auf dem sich neben der Filmmusik auch die größten Hits von Weird Al finden, die teils neu aufgenommen wurden, und der von ihm neu für den Film geschriebene Song Now You Know, wurde Anfang November 2022 von Legacy Recordings als Download veröffentlicht. Im Laufe des Jahres 2023 ist auch eine Veröffentlichung auf CD geplant.

### Marketing und Veröffentlichung
Ein erster Trailer wurde Anfang Mai 2022 vorgestellt. Die Premiere erfolgte am 9. September 2022 beim Toronto International Film Festival, wo der Film die Sektion Midnight Madness eröffnete. Anfang Oktober 2022 wurde er beim Beyond Fest erstmals in den USA gezeigt. Am 4. November 2022 wurde der Film dort in das Programm von The Roku Channel aufgenommen.

## Rezeption

### Kritiken
Von den bei Rotten Tomatoes erfassten Kritiken sind 84 Prozent positiv bei einer durchschnittlichen Bewertung mit 7,2 von 10 möglichen Punkten. Auf Metacritic erhielt der Film einen Metascore von 70 von 100 möglichen Punkten.
Vikram Murthi von IndieWire schreibt, der Film habe offensichtlich Spaß daran, die Details von Al Yankovics Aufstieg zum Ruhm zuzuspitzen und zu abstrahieren, orientiere sich nur wenig an den Fakten, doch es sei großartig, dass Eric Appel und Yankovic seiner Geschichte in groben Zügen zunächst treu bleiben. Irgendwann entwickele sich Weird aber zur Gonzo-Fiktion, wenn Al mit Eat It einen seiner größten Hits aufnimmt, ohne Michael Jacksons Vorlage Beat It zu erwähnen.

### Auszeichnungen
Artios Awards 2023
- Nominierung in der Kategorie „Fernsehfilm“ (Wendy O’Brien & Laura Aughton)[15]

Cinema Audio Society Awards 2024
- Auszeichnung in der Kategorie Fernsehfilm[16]

Critics’ Choice Television Awards 2023
- Auszeichnung als Bester Fernsehfilm
- Auszeichnung als Bester Hauptdarsteller in einem Fernsehfilm oder einer Miniserie (Daniel Radcliffe)[17]

Eddie Awards 2023
- Auszeichnung für den Besten Schnitt in einem Fernsehfilm (Jamie Kennedy)[18]

Emmy 2023

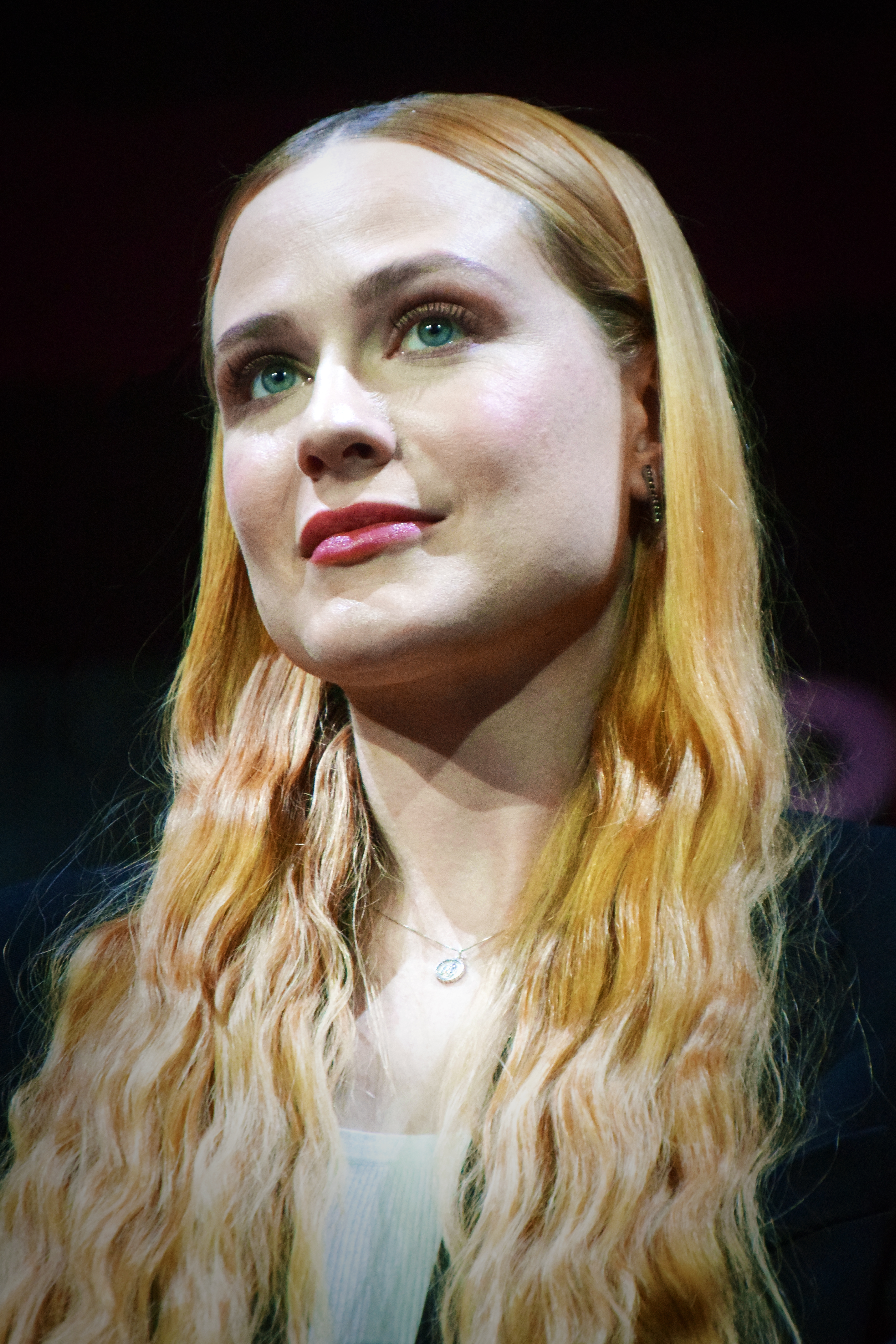
Evan Rachel Wood spielt Madonna

- Nominierung als Bester Fernsehfilm
- Nominierung als Bester Hauptdarsteller – Miniserie oder Fernsehfilm (Daniel Radcliffe)
- Nominierung in der Kategorie Music Composition for a Limited or Anthology Series, Movie or a Special (Leo Birenberg und Zach Robinson)
- Nominierung in der Kategorie Music and Lyrics („Now You Know“, Al Yankovic)[19]

Grammy Awards 2024
- Nominierung als Bester zusammengestellter Soundtrack für visuelle Medien

Hollywood Music In Media Awards 2022
- Nominierung in der Kategorie Music Themed Film, Biopic or Musical
- Nominierung als Bester Song – Streamed Film, no theatrical release (Now You Know, Weird Al Yankovic)
- Nominierung für die Beste Filmmusik – Streamed Live Action Film, no theatrical release (Leo Birenberg and Zach Robinson)[20]

Motion Picture Sound Editors Awards 2023
- Nominierung in der Kategorie Outstanding Archievement in Sound Editing – Non Theatrical Feature[21]

Producers Guild of America Awards 2023
- Auszeichnung mit dem Award for Outstanding Producer of Televised or Streamed Motion Pictures[22]

Satellite Awards 2022
- Nominierung als Bester Fernsehfilm
- Nominierung als Beste Schauspielerin – 'Fernsehfilm (Evan Rachel Wood)[23]

Society of Composers & Lyricists Awards 2023
- Nominierung als Bester Song – Musical / Comedy (Now You Know, Weird Al Yankovic)[24]

Toronto International Film Festival 2022
- Auszeichnung mit dem Publikumspreis in der Sektion Midnight Madness[25]

## Synchronisation
Die deutsche Synchronisation entstand nach einem Dialogbuch von Nicola Ditter und der Dialogregie von Sven Riemann im Auftrag der New Flash Films GmbH, Berlin.
| Rolle/Stimme                          | Darsteller (Sprecher)  | Synchronsprecher   |
| ------------------------------------- | ---------------------- | ------------------ |
| Alfred „Weird Al“ Yankovic            | Daniel Radcliffe       | Nico Sablik        |
| Alfred „Weird Al“ Yankovic (Kind)     | Richard Aaron Anderson | Justus Grüntzig    |
| Alfred „Weird Al“ Yankovic (Teenager) | David Bloom            | Ilja Schierbaum    |
| Ben Scotti                            | Will Forte             | Sebastian Liebich  |
| Diana Ross                            | Trenyce                | Karoline Vogel     |
| Dr. Demento                           | Rainn Wilson           | Dennis Schmidt-Foß |
| Jim „Kimo“ West                       | Jack Lancaster         | Daniel Kröhnert    |
| John Deacon                           | David Dastmalchian     | Michael Borgard    |
| Jon „Bermuda“ Schwartz                | Tommy O’Brien          | Bastian Sierich    |
| Madonna                               | Evan Rachel Wood       | Nathalie Thiede    |
| Mary Yankovic                         | Julianne Nicholson     | Simone Jaeger      |
| Nick Yankovic                         | Toby Huss              | Boris Jacoby       |
| Oprah Winfrey                         | Quinta Brunson         | Friedelise Stutte  |
| Pablo Escobar                         | Arturo Castro          | Sascha Krüger      |
| Steve Jay                             | Spencer Treat Clark    | Heinrich Bennke    |
| Tiny Tim                              | Demetri Martin         | Michael Borgard    |
| Tony Scotti                           | Weird Al Yankovic      | Sven Brieger       |
| Wolfman Jack                          | Jack Black             | Tobias Meister     |
| Cpt. Buffoon                          | Eric Appel             | Rocco Hauff        |
| Erzähler                              | (Diedrich Bader)       | Sven Riemann       |